# توني بروكس (مجدف)
توني بروكس (بالإنجليزية: Tony Dean Brooks) هو مجدف أمريكي، ولد في 3 أغسطس 1950 في إنديانابوليس في الولايات المتحدة.

## وصلات خارجية
- توني بروكس على موقع الاتحاد الدولي للتجديف (الإنجليزية)
- توني بروكس على موقع الاتحاد الدولي للتجديف (الإنجليزية)
- توني بروكس على موقع أوليمبيديا (الإنجليزية)